# Biga en Busca
De Biga en de Busca, in het Nederlands te vertalen met de Balk en de Splinter, waren twee concurrerende partijen in het politieke leven van Barcelona in de 15e eeuw.

## Politieke constellatie
Barcelona was vanaf de 13e tot de 15e eeuw uitgegroeid tot een belangrijke haven en handelsstad. Ondanks de toestroom van nieuwe bevolking en het ontstaan van nieuwe klassen van kooplieden en handwerkslieden was de macht al twee eeuwen lang in handen van een en dezelfde geprivilegieerde klasse, de Ciutadans Honrats, waar ongeveer tweehonderd families deel van uitmaakten.
De Ciutadans Honrats waren burgers die in de loop der tijd een aristocratische rol op zich hadden genomen. Naarmate de stad machtiger werd hadden zij privileges verworven, meestal toegekend door de koning. Ze bezaten kastelen, landgoederen en leefde van de opbrengsten uit deze rechten en privileges. Deze groep leefde als de adel en gedroeg zich ook als zodanig.
De Ciutadans Honrats deden niet meer in handel, maar leefden van de opbrengsten uit hun investeringen. Vaak hadden ze in de lagere adel getrouwd en werden hun kinderen naar belangrijke kerkelijke ambten geschoven.

## Biga en Busca

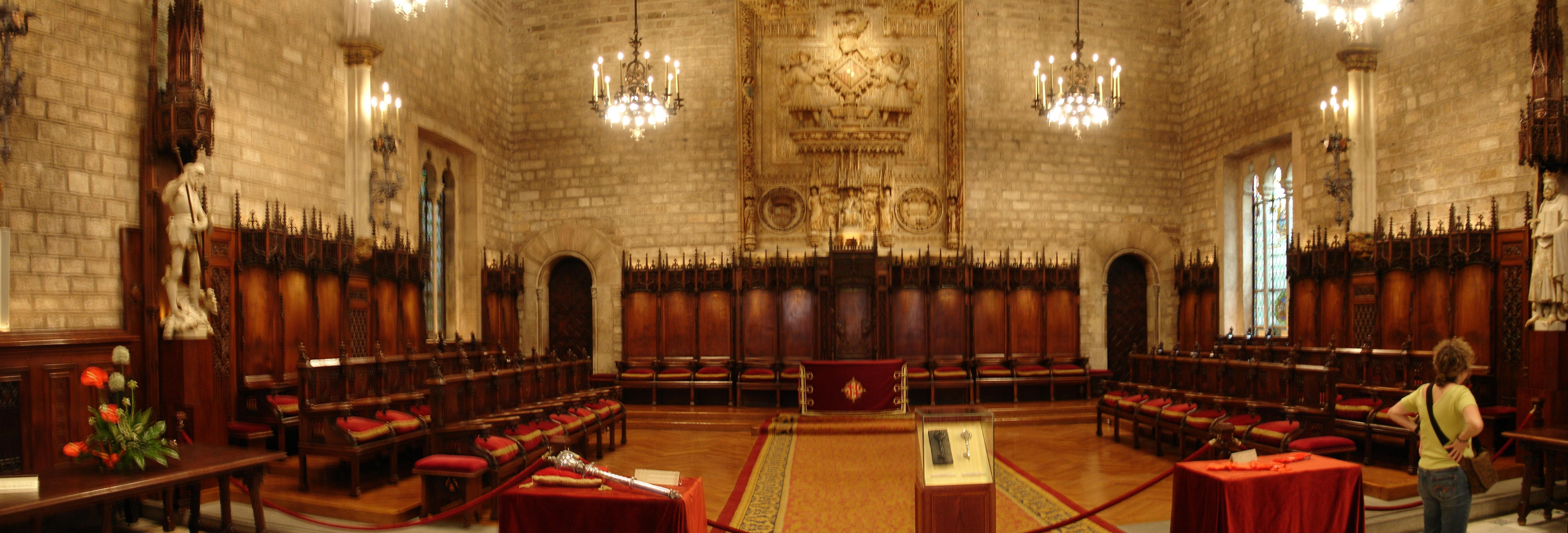
Barcelona, Casa de la Ciutat: Saló de Cent, zaal waar de Concell de Cent zetelde

In het begin van de 15e eeuw deden zich in Catalonië sociale en economische veranderingen voor. Er ontstond een nieuwe stedelijke klasse van kooplieden, ambachtslieden en vrije beroepen die steeds sterker oppositie voerde tegen de oude heersende aristocratische klasse. Deze klassen kwamen rond 1450 in twee groepen, de Biga en de Busca, tegenover elkaar te staan.
De Biga werd gevormd door rijke burgers. Dit waren Ciutadans Honrats en kooplieden, voornamelijk textielhandelaren.
De Busca bestond uit ambachtslieden en kooplieden. Deze groep wilde zich meer privileges toe-eigenen ten koste van de aristocratie, en streefde naar handelsvrijheid om hun economische positie te kunnen versterken.
De Biga wist haar macht te handhaven door het manipuleren van twee belangrijke organen: De Consell, een uitvoerende raad van 5 personen, en de Consell de Cent, een soort parlement, bestaande uit honderd gezworenen.
Omdat Barcelona een grote vertegenwoordiging had in de Corts en de Diputació, twee belangrijke Catalaanse politieke lichamen, had de Biga ook daar veel macht, die doorwerkte naar de dorpen en steden in de wijde omtrek van de stad. De politiek van de Biga botste met die van het Huis Trastámara, dat streefde naar een absolutistische macht.
De heersende macht van de Biga, was een doorn in het oog van degenen die niet tot deze bevoorrechte groep hoorden. De Biga werkte in het nadeel van de meerderheid van de nieuwe klasse van kooplieden, ambachtslieden en vrije beroepen. Daarnaast waren er ook Ciutadans Honrats die vonden dat het wel tijd was voor verandering en zich niet meer thuis voelden in de Biga.

## Monetaire crisis
De kloof tussen de twee groepen werd versterkt door de monetaire crisis. In het koninkrijk Aragón, waartoe het vorstendom Catalonië hoorde, was de zilverprijs veel hoger dan in andere delen van het land. De Busca wilde devaluatie om de handelspositie te waarborgen. De koning steunde deze houding. Maar de Biga, die inkomsten uit hun rechten ontvingen tegen de hoge zilverprijs waren tegen devaluatie.

## Hervorming onder Alfons V
In 1453 deed Alfons V van Aragón een poging om het politieke systeem van Barcelona te veranderen. Hij beval een terugkeer van het systeem van 1274. Omdat niemand meer wist wat dat inhield ontstond er verwarring. Galcerán de Requesens, de Battle General, plaatsvervanger van de koning, werd aangewezen als formateur. Requesens werd door zijn tegenstanders gerekend tot de aanhangers van de Busca. Requesens moedigde echter juist de meer gematigde houding aan die sommige kooplieden in de beide partijen hadden laten zien. Dit deed hij door meer gematigde raadsleden te kiezen. Deze mochten de leden van de Consell de Cent aanwijzen.
In 1454 bestond er nog steeds veel onduidelijkheid omtrent de kwestie en vroeg Requesens de regering van Alfons, die zich toen in Napels ophield, om raad. Het antwoord kwam in februari 1455. Alle vier de facties, Ciutadans Honrats, kooplieden (mercaders), vrije beroepen (artistes) en handwerkslieden (menestrals), moesten gelijk vertegenwoordigd zijn Voor de eerste keer zou het belangrijkste politieke orgaan, de Consell, moeten bestaan uit twee Ciutadans Honrats, een koopman, een vertegenwoordiger van de ambachtslieden en een van de handwerkslieden. Daarnaast moesten de groepen ook in de Consell de Cent een evenredige vertegenwoordiging hebben.
Hierdoor kwam de Consell de Cent in handen van de Busca. De leden van Biga kondigden een boycot af uit protest tegen de afname van het aantal zetels.
Nu de Busca de macht had besloot ze tot een devaluatie van het zilver protectionistische maatregelen met betrekking tot de textielhandel en de scheepsbouw. Daarna viel de Biga echter snel uiteen.
Op 1 augustus 1454 werd Johan II van Aragón gouverneur van Catalonië en in 1460 was de macht in feite weer in handen van de Biga.
Na de dood van Karel van Viana ontstond er in Catalonië een burgeroorlog die begon met de Guerra de los Remensas. De Busca sloot zich aan bij de Remensas in de strijd om de macht in Barcelona.